# Гофицкое (Ставропольский край)
Гофи́цкое — село в Петровском районе (городском округе) Ставропольского края Российской Федерации.

## Название
20 января 1936 года село Медведское переименовано в Гофицкое в честь участника гражданской войны и начальника Ставропольского оперсектора ОГПУ В. О. Гофицкого (1896—1931).

## Географическое положение

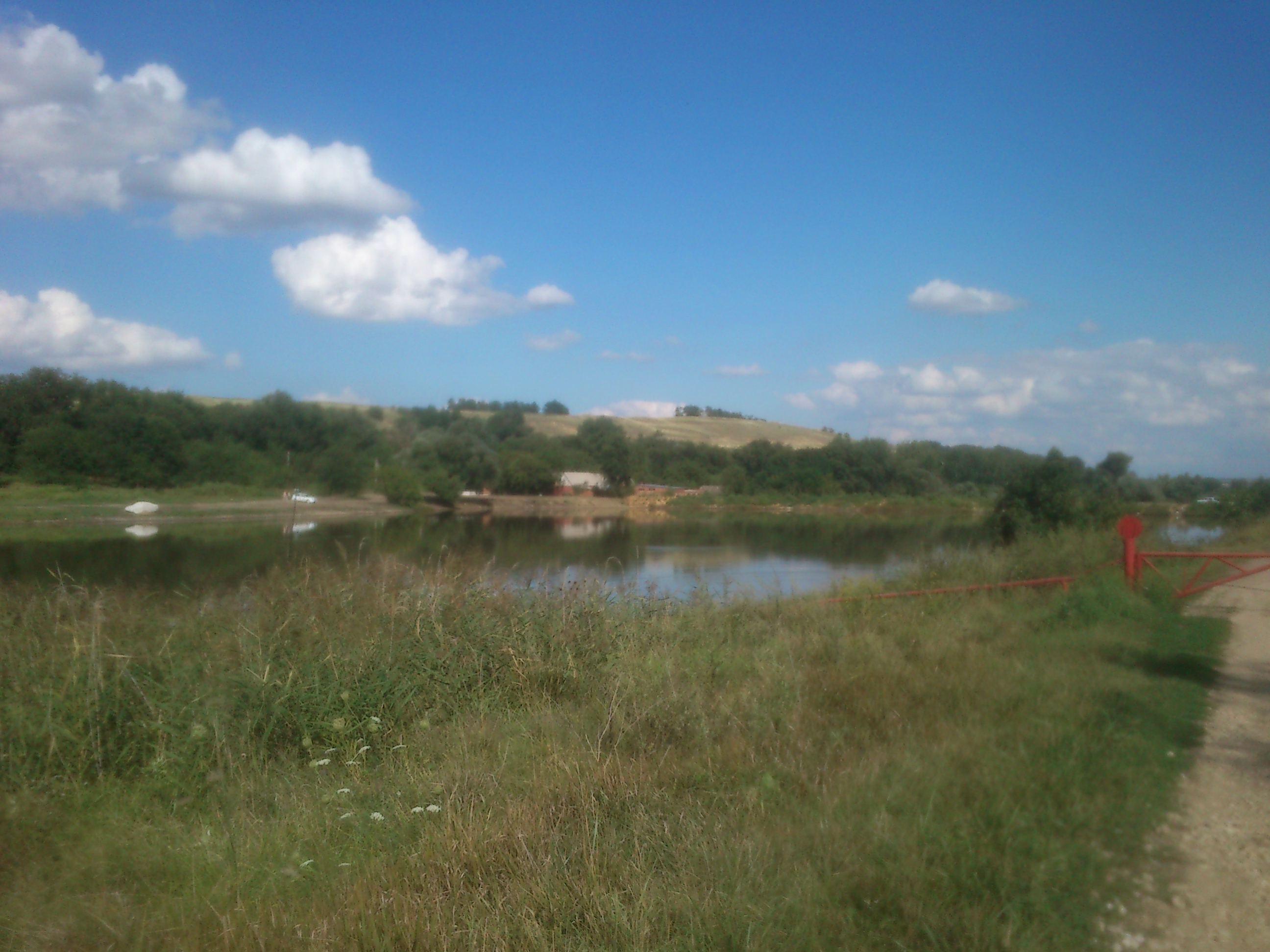
Пруд Черкесский

Расположено в Предкавказье, на Прикалаусских высотах Ставропольской возвышенности, на реке Буйвола в месте впадения в неё реки Медведка. На реке Буйвола сооружён противоэрозионный пруд Черкесский, в его окрестностях расположен детский лагерь «Родничок».
Юго-западнее села, на правобережье Большого Ставропольского канала, пролегает балка Казинка.
Расстояние до краевого центра: 125 км. Расстояние до районного центра: 39 км.

## История
XVIII—XIX век
Село основано в 1784 году, у мелководных речек Медведка и Буйвола государственными крестьянами-переселенцами — выходцами из Тамбовской и Воронежской губерний. Основатели села никогда не были крепостными крестьянами. Они имели вольнолюбивый крепкий характер. Село было образовано из нескольких небольших хуторов, появившихся здесь, видимо, на 20-30 лет раньше, так как один из медведских хуторов уже в 1764 году был преобразован в село Сухая Буйвола. Первых переселенцев привлекли чрезвычайно плодородные чернозёмы, удобные пастбища, обильные источники родниковой воды и обширные лесные массивы. Земля, на которой стоит село, принадлежала горцам. Так как в этот период шла Кавказская война, то село постоянно подвергалось набегам горцев. Поэтому каждое село имело свой отряд самообороны из числа вооружённых мужчин. В целях обороны на юго-восточных окраинах села из земли и камня были построены небольшие крепости с башнями, следы развалин которых дошли до наших времен. На башнях было установлено круглосуточное дежурство. Среди первых поселян преобладали мужчины: на 100 мужчин приходилась только 39 женщин. Чтобы выравнять такую демографическую ситуацию, правительство прислало сюда специально на вольные поселения женщин-каторжанок.
На 1789 год село входило в Александровский уезд.
В 1798 году построена церковь в честь Покрова Пресвятой Богородицы
1863 первый пожар уничтоживший 200 дворов.
С 1864 до 1924 года село было центром Медведской волости Благодарненского уезда Ставропольской губернии.
1884 второй пожар, пострадало 300 дворов.
1892—1893 была вспышка холеры.
Начало XX века
К началу века село значительно выросло. В нём было 592 двора и проживало 4094 человека. Село являлось центром волости. В волость входило 7 хуторов:
1. Смольянинов 2 двора,
2. Смольяков 1 двор,
3. Котенев 3 двора,
4. Якимов 2 двор,
5. Сигарев 2 двор,
6. Лукьянчиков 3 двор,
7. Дворячкин 1 двор.

В селе активно шла торговля, о чём свидетельствует наличие двух ярмарок 25 марта и 15 августа, на эти многолюдные ярмарки съезжались жители всех соседних сел (где ярмарок не было, таких как: Сухой Буйволы, Шишкино, Александрии, Ореховки.
В селе находились:
- 3 мануфактурных лавки,
- 3 бакалейных лавки,
- 1 мелочная лавка,
- 4 винных лавки,
- 3 питейных дома,
- 9 ренсковых погребов,
- 2 постоялых двора,
- 28 водяных мельниц и
- 2 маслобойни.
- Так же для хлеба устроены 2 магазина.

На начало века в селе так же имелся 1 кирпично-черепичный завод.
В селе действуют два училища: одноклассное Министерства Народного Просвещения и церковно-приходское.
В училище обучались 40 мал. и 23 дев.
Церковно-приходская школа размещалась в церковной сторожке. Содержалась школа главным образом на церковные средства.
Учащихся в школе 15 мал. и 8 дев.
В селе имелся фельдшер и почтовое отделение.
В 1902 году в селе проживало 5571 человек; количество надельной земли составляло 20 454 десятин (из них под посевами — 7075 десятин); количество голов крупного рогатого скота — 3952, овец — 6016:15.
Первые годы советской власти
В 1918 году на Ставрополье начался процесс коллективизации, не получивший достаточного развития из-за гражданской войны. После окончательного установления советской власти в регионе стали создаваться коммуны и артели, организуемые бывшими красноармейцами. В 1921 году в Медведском было образовано мелиоративное товарищество «Заря Свободы», в 1924 году созданы артели «Искра» и «Юный Рассвет», женская артель «Равноправие», сельскохозяйственные товарищества «Прогресс» и «Уголок», мелиоративное товарищество «Красный Переворот».
В 1924 село включено в состав Петровского района Ставропольского края.
16 июня 1931 года в селе Медведском произошло вооружённое восстание под руководством Ивана Никитовича Ключкина против политики коллективизации. Полный Георгиевский кавалер, командир кавалерийского взвода 1-й Конной Армии С. М. Буденного. В 1-й Конной Армии в это время в должности заместителя начальника Особого отдела служил В. О. Гофицкий. После Гражданской войны И. Н. Ключкин получил от Советской власти большое количество хорошей земли (земли участка № 4). В ходе коллективизации хотел создать свой колхоз из крепких хозяев- фронтовиков, бойцов-первоконников. Но сельские активисты поняли коллективизацию не как объединение. а только как раскулачивание, составили списки раскулачиваемых и вместе с нарядами ОГПУ выслали семьи крепких хозяев из села Медведского на станцию Спицевка и отправили за Урал. В ходе восстания Иван Ключкин и повстанцы убили активистов: секретаря партячейки Исакова, расстреляли председателя сельсовета Котенева, бригадира Глазкова, председателя колхоза Леонова, комсомольца Якимова, секретаря райкома комсомола Котенева и ещё несколько односельчан (всего 11 человек). Вместе с повстанцами-фронтовиками Федяниным и Берловым, объявили населению о роспуске колхозов, призвали забирать из колхоза свой скот и инвентарь. Во второй половине дня узнали, что на подавление восстания из Ставрополя выехала бригада чекистов во главе с В. О. Гофицким. В. О. Гофицкий лично возглавил эту операцию, потому что не хотел кровопролития и надеялся на то, что сможет убедить повстанцев сложить оружие. И. Н. Ключкин с повстанцами выдвинулся в сторону Летней Ставки. Повстанцы в ответ на конкретное предложение В. О. Гофицкого сложить оружие, не сдались и под селом Казгулаком у местечка Индирь, произошёл бой отряда чекистов с повстанцами. В ходе боя отряд Ключкина был уничтожен, но погиб и В. О. Гофицкий, чекист, герой гражданской войны. В честь его подвига село было переименовано и стало называться Гофицким. Память о В. О. Гофицком бережно хранится в сельском краеведческом музее имени Ю. И. Бельгарова (основателя этого уникального музея). В музее много материалов переданных на хранение женой чекиста — Елизаветой Львовной Гофицкой.
Административный центр Гофицкого района
23 января 1935 году на основании постановления ВЦИК образован Гофицкий район (просуществовал до 1953 года) с центром в селе Гофицком.
Великая Отечественная война (1941—1945)
В годы ВОВ 756 человек из села было призвано на фронт. После начала войны за товарами первой необходимости — мылом, спичками, солью в селе сразу появились большие очереди, а потом все это вообще исчезло из торговой сети.
С осени 1941 г. в селе для учителей, врачей, партийных советских чиновников были введены продовольственные карточки, колхозникам была существенно ограничена выдача продуктов питания на трудодень. Она составляла 200 граммов зерна и 100 граммов картофеля в день. Единственными источниками пропитания для колхозников оставались небольшие огороды и домашняя живность. Цены на продукты питания выросли примерно в 18 раз, деньги обесценились и стали выходить из обращения, вновь возникла натуральная меновая торговля на рынках села. Тем не менее, село становилось источником снабжения фронта продовольствием и обмундированием. Основной «тягловой» силой села становятся старики, женщины, дети. Учащиеся школы готовили теплые вещи фронтовикам. В селе к весне 1942 года возникли женские тракторные бригады.
Несмотря на приказ № 227 («Ни шагу назад…»), части Красной армии в 1942 году отступали на Северном Кавказе так поспешно, как в самые тяжёлые дни 1941 года. Продвижение войск противника в ставропольских степях не встречало почти никакого сопротивления. Большая колонна отступавших частей Красной армии с запада на восток в начале августа 1942 года прошла и через село Гофицкое. Вслед за армией из села спешно эвакуировались на восток, в сторону Будённовска, Александровского, Кизляра и все местные чиновники, а также бежавшие из западных областей от немцев евреи, временно остававшиеся в Гофицком. У отступавших было несколько машин-полуторок и танков.
Немецко-фашистские войска вторглись на территорию Ставропольского края 2 августа 1942 года с севера со стороны Сальских степей. 3 августа они оккупировали краевой центр — г. Ставрополь. До прихода немцев около двух недель в селе было тревожное затишье, и не было никакой власти. И только спустя некоторое время в селе появилась немецкая техника, которая проходила через село на протяжении 5-6 дней. Фашисты в селе организовали комендатуру (в здании напротив сельского совета), а небольшой гарнизон охраны 20-30 человек разместили в здании средней школы.
Как только немцы оккупировали Ставропольский край, с первых же дней приступили к уничтожение мирного населения на оккупированной территории. В августе 1942 года в селе Гофицкое Гофицкого района было убито 17 евреев (Малые Бабьи Яры России — Гофицкий Бабий Яр). Оккупация села длилась недолго — около полугода. Отступление немцев из села было таким же поспешным, каким стремительным было их появление здесь.
В мае 1944 года в Гофицком был открыт детский дом для сыновей и дочерей погибших фронтовиков. Детдом был рассчитан на 100 мест.
Послевоенные годы
Жителей Гофицкого района в 1945—1948 годах обслуживали 2 больницы в районе. Одна была в Высоцком, другая — в Гофицком. В одной работало 2 врача, в другой — 1 врач.
4 ноября 1951 года колхозы им. Андреева, им. Берия и им. Фрунзе были объединены в колхоз «Большевик» (в настоящее время — сельскохозяйственное предприятие «Восход»). В состав колхоза входили два населённых пункта. На 1 января 1952 года в нём числилось 770 дворов с населением 2267 человек.
20 августа 1953 года Гофицкий район упразднён.
В 1960—1970-е годы в селе окончательно установилась традиция проведения общесельских мероприятий. В селе были организованы мужской и детский танцевальные ансамбли.
В селе действовали: ПМК-47, автотранспортное предприятие, бетонный завод, колхоз и совхоз.
В 1975 году в кратчайший срок (всего за 2 года и 3 месяца) было построено новое трёхэтажное здание школы.
C 2004 по 2017 год село образовывало сельское поселение село Гофицкое.
1 мая 2017 года все муниципальные образования Петровского муниципального района были объединены в Петровский городской округ.

## Население
| 1789  | 1802  | 1812  | 1819  | 1897  | 1902  | 1903  | 1908  | 1925  |
| ----- | ----- | ----- | ----- | ----- | ----- | ----- | ----- | ----- |
| 1898  | ↗2046 | ↘1868 | ↘1832 | ↗4796 | ↗5571 | ↘5538 | ↗5770 | ↘5340 |
| 1926  | 1939  | 1989  | 2002  | 2010  | 2012  | 2013  | 2014  | 2015  |
| ↘5026 | ↘4968 | ↘4177 | ↗5396 | ↘5096 | ↘5028 | ↘4947 | ↘4877 | ↗4904 |
| 2016  | 2017  | 2021  | 2023  |       |       |       |       |       |
| ↗4963 | ↘4926 | ↘4208 | ↘4169 |       |       |       |       |       |

Гендерный состав
По итогам переписи населения 2010 года проживали 2423 мужчины (47,55 %) и 2673 женщины (52,45 %).
Национальный состав
По данным переписи 2002 года, 85 % населения — русские.
По итогам переписи населения 2010 года проживали следующие национальности (национальности менее 1 %, см. в сноске к строке "Другие"):
| Национальность | Численность | Процент |
| -------------- | ----------- | ------- |
| Русские        | 4323        | 84,83   |
| Табасараны     | 332         | 6,51    |
| Армяне         | 172         | 3,38    |
| Даргинцы       | 76          | 1,49    |
| Другие         | 193         | 3,79    |
| Итого          | 5096        | 100,00  |

## Культура
- Дом культуры[37]
- Библиотека. Открыта 24 апреля 1900 года как изба-читальня села Медведка[38]
- Гофицкий историко-краеведческий музей им. Ю. И. Бельгарова[39]. Открыт 9 мая 1979 года как общественный музей колхоза «Большевик»[40].

## Образование
- Детский сад № 6 «Рябинушка»[41]
- Детский сад № 29 «Яблочко»[42]
- Детский сад № 39 «Золотой петушок»[43]
- Средняя общеобразовательная школа № 6[44]. Была основана в 1861 году. В 1937 году получила статус средней школы.[источник не указан 1773 дня]. Открыта 1 сентября 1975 года[45]
- Детский оздоровительно-образовательный (профильный) центр «Родничок»[46]

## Памятники
- Памятник участникам Чеченской войны. Открыт 9 мая 2010 года[45]

## Кладбище
- Гражданское кладбище села Гофицкого (общественное открытое). Площадь участка 80 833 м²[47].

## Люди, связанные с селом
- Григорий Яковлевич Конокотин (1869—1921) — священник. С 1894 по 15 октября 1897 года был законоучителем в церковно-приходской школе. По постановлению Коллегии Кубано-Черноморской ЧК расстрелян в городе Краснодаре как враг трудового народа. Комиссией по канонизации по Екатеринодарской и Кубанской Епархии в 2004 году включён в Собор новомучеников и исповедников Российских XX века[48].